# Dona i ocell
Dona i ocell és la darrera obra pública de Joan Miró, construïda entre 1981 i 1982 (per bé que inaugurada l'any següent) al parc de Joan Miró de Barcelona.

## Descripció
És una escultura exempta que s'aixeca 22 m sobre un estany artificial. Està feta de pedra artificial, revestida parcialment amb ceràmica pintada de vermell, groc, verd i blau tractada com a trencadís, feta pel ceramista Joan Gardy Artigas.
L'obra té a veure, formalment, amb d'altres de motiu femení. És una forma vertical i complexa: a la part de baix, hi ha una part arrodonida de caràcter orgànic com un element natural que puja. Com si es tractés d'una ceba o una tija que a dalt acaba amb una mena de brot, poncella o cap de bolet. Tanmateix, dalt de tot, hi ha una cosa molt diferent: com un rodet desigual i inclinat, buit, tot de trencadís blanc per dins, lluent quan rep la llum, coronat amb una mena de mitja lluna groga, de banyes ben definides. El color s'usa de forma variada, amb efectes fets mitjançant el trencadís. S'ha indicat un presumpte significat establint diverses relacions entre l'escultura i diferents òrgans, criatures i elements de la Natura. L'obertura negra, vertical, s'ha relacionat amb una vulva i el fust en conjunt sembla tenir una forma fàl·lica.

## Història

### Context
Dona i ocell es va realitzar en un període en què la ciutat de Barcelona va experimentar diversos projectes de renovació urbanística, on es va convidar artistes i arquitectes de renom a participar per refrescar la imatge urbana de la ciutat. Són també d'aquell període el Monument Homenatge a Picasso, d'Antoni Tàpies, i la recreació d'un poema visual de Joan Brossa.
L'any 1968, l'Ajuntament de Barcelona va suggerir a Joan Miró de fer un dels seus coneguts murals ceràmics per donar la benvinguda als visitants de la ciutat que arribessin a l'Aeroport de Barcelona. A Miró li va encantar la idea i va dir que no solament faria una obra per a l'Aeroport —acabat d'instal·lar el setembre de 1970—, sinó que es comprometé a dissenyar tres obres que donarien la benvinguda als visitants de la ciutat segons en el mitjà en què hi arribessin: terra, mar o aire. Les altres dues obres encarregades foren un paviment ceràmic de més de 400 metres quadrats al Pla de la Boqueria —el Mosaic del Pla de l'Os, inaugurat el 30 de desembre de 1976— per saludar els visitants que arribessin a Barcelona per mar, i una escultura —que segons el projecte primigeni havia de fer més de 60 m d'alçada— que s'instal·laria al Parc de Cervantes per tal de realitzar el mateix gest a l'entrada a la ciutat per l'antiga carretera nacional. Aquesta obra havia de ser Dona, ocell i una estrella, però finalment el projecte per al Parc de Cervantes fou desestimat i l'obra ideada a la Maqueta per a Dona, ocell i una estrella és conservada al pati nord de la Fundació Joan Miró de Barcelona. Una versió similar de l'obra es va construir a la Brunswick Plaza de Chicago, amb una mida final de 12 m, actualment coneguda com a Miss Chicago.
| «                                      | El meu propòsit per Barcelona, com a donació meva: A) Aeroport la benvinguda a la gent que arriba per l'aire B) Monument de 30 m d'alçada als Jardins Cervantes per la gent que ve per carretera, per terra C) Mosaic al Pla de l'Os, a la Rambla, la gent que arriba per Mar i que entra a la ciutat D) Centre d'Estudis Art Contemporani (CEAC) Joan Miró: com a porta oberta vers el futur i d'intercanvi cultural internacional, amb la meva fe absoluta que Catalunya té un gran paper a jugar en el món de demà | » |
| — Carta de Joan Miró a Lluís Permanyer | |   |

Cal remarcar doncs, que Dona i ocell no forma part d'aquest projecte de Benvinguda, sinó que és un encàrrec posterior, efectuat ja en temps democràtics per l'Ajuntament de Barcelona en el marc del procés d'urbanització de l'antic Parc de l'Escorxador, un solar on hi havia l'antic escorxador de Barcelona, enderrocat l'any 1978. L'obra es convertiria en l'element central del futur Parc Joan Miró.

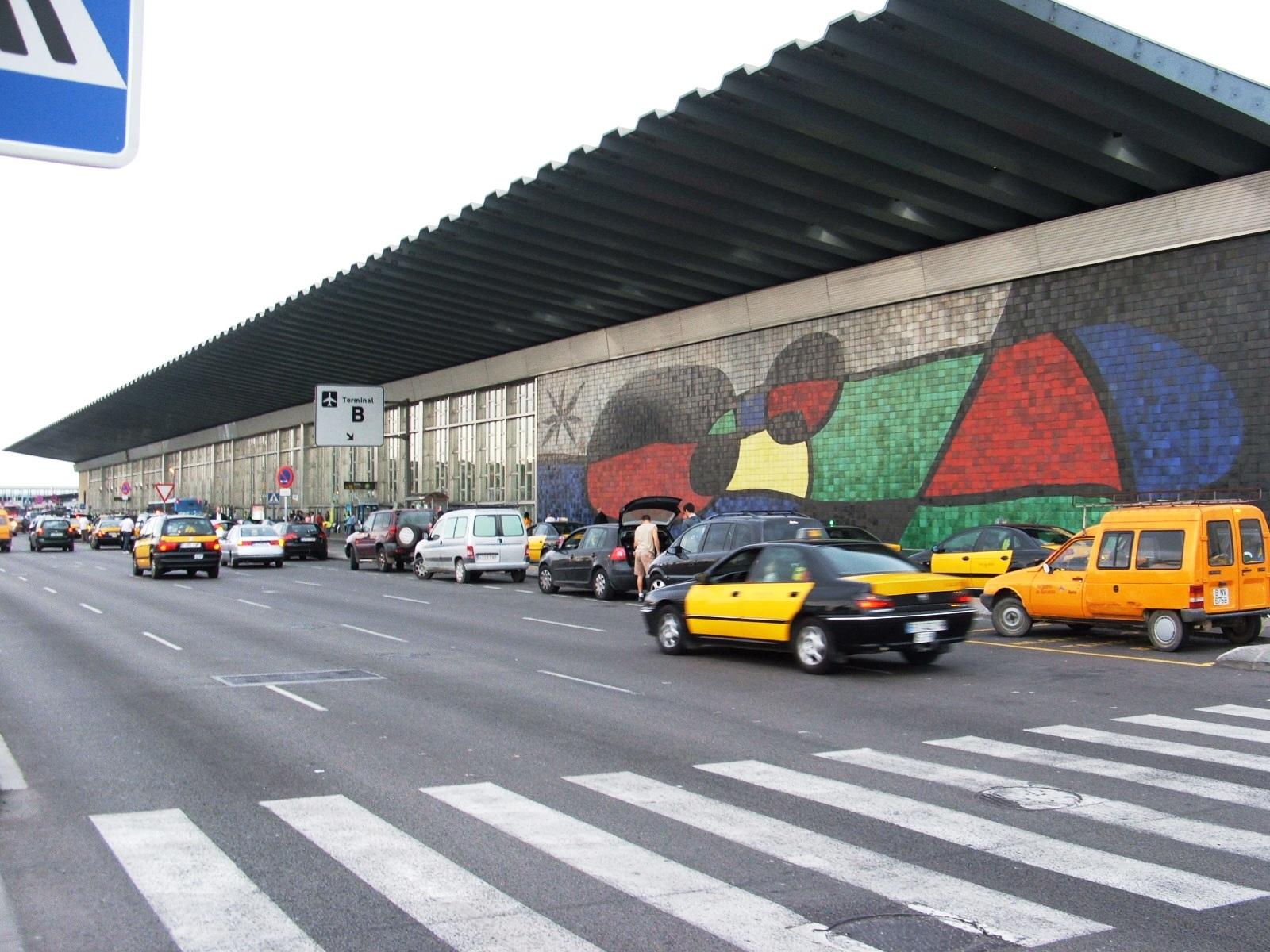
A- Mural a l'Aeroport (aire)
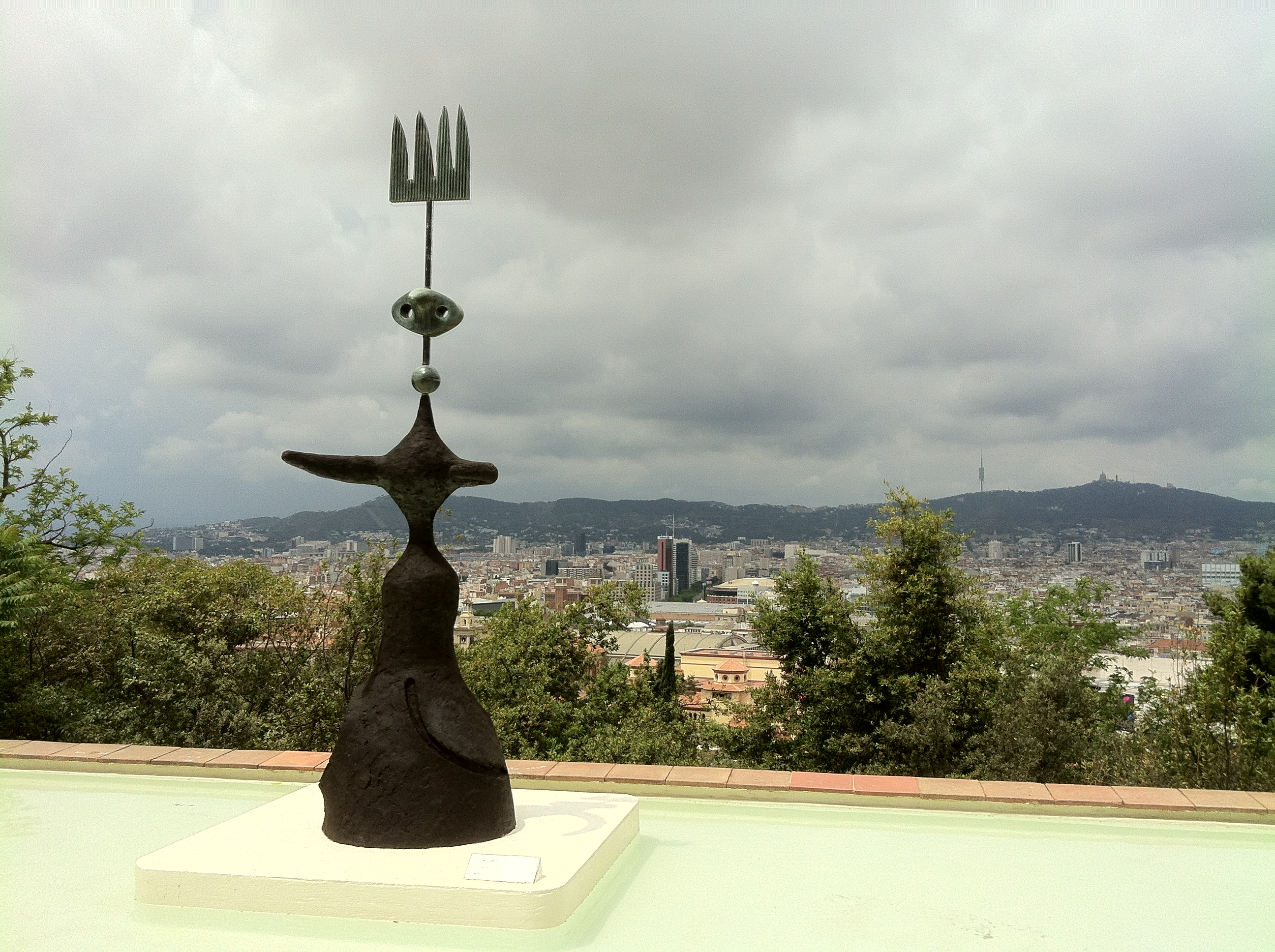
C- Maqueta per a Dona, ocell i una estrella (terra: no realitzada)
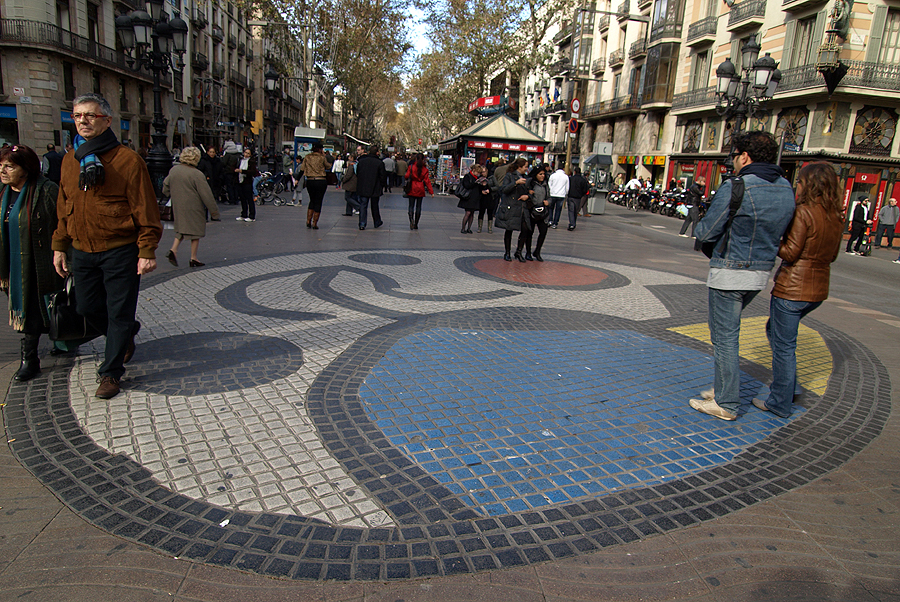
B- Mosaic del Pla de l'Os (mar)
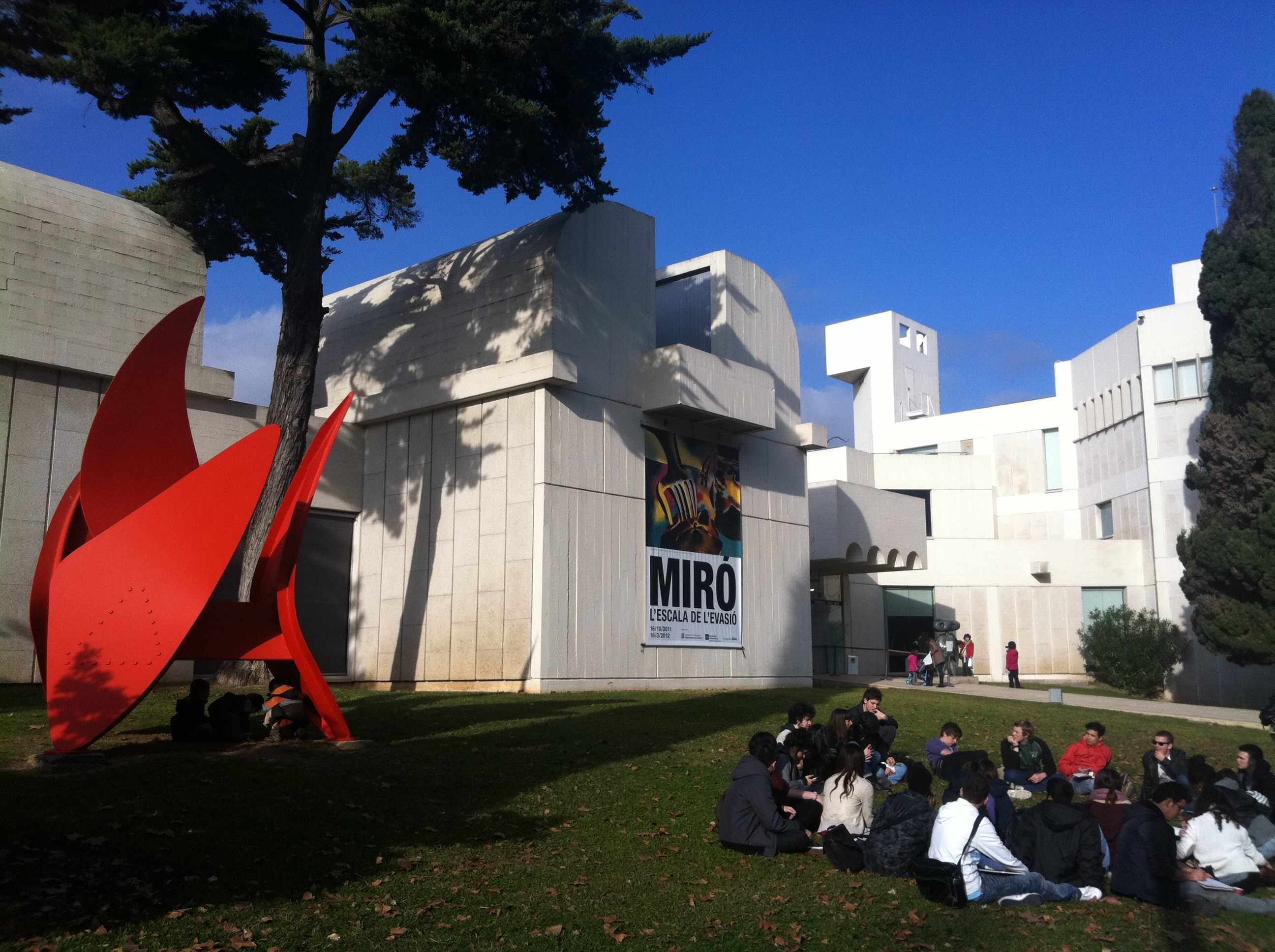
D-CEAC- Centre d'Estudis d'Art Contemporani

Per a realitzar Dona i ocell, Miró es va inspirar en una obra prèvia, una ceràmica realitzada per Miró i Artigas el 1954 i que s'havia trencat feia temps. Reconstruïda posteriorment, es guardava als magatzems de la Galeria Maeght de París. Miró va demanar a Joan Gardy-Artigas que li fes una còpia en guix i que la deixés a la Galeria Maeght de Barcelona. Allà l'artista li va afegir uns papers setinats de colors i finalitzà l'esbós de Dona i Ocell, que va entregar a l'Ajuntament perquè es procedís a construir l'obra. Actualment aquest esbós es conserva al magatzem de la Fundació Joan Miró de Barcelona.

### Construcció
Per les grans dimensions de l'obra se l'havia de construir in situ al llavors anomenat Parc de l'Escorxador, seguint les indicacions i la maqueta entregada per Miró: amb l'ajuda de grues i personal es va fer un buidat de formigó, un material molt capaç de resistir el pas del temps, en una operació on van participar enginyers, arquitectes, 20 fusters i 6 operaris. Un cop consolidat el formigó, Joan Gardy Artigas va fer el recobriment de trencadís de ceràmica.
La bastida que es va fer servir per construir l'obra es va desmuntar a la darrera setmana d'agost de 1982, i l'obra es va acabar el mateix setembre, amb un cost final d'uns 15-17 milions de pessetes. La intenció inicial, prevista en el projecte d'urbanització del parc, era afegir una quinzena més d'escultures mironianes durant una fase d'ampliació, que no es van realitzar per mor del delicat estat de salut i posterior traspàs de l'artista. Joan Miró no va cobrar honoraris per aquesta obra, sinó que la va obsequiar a la ciutat de Barcelona.

### Instal·lació i inauguració

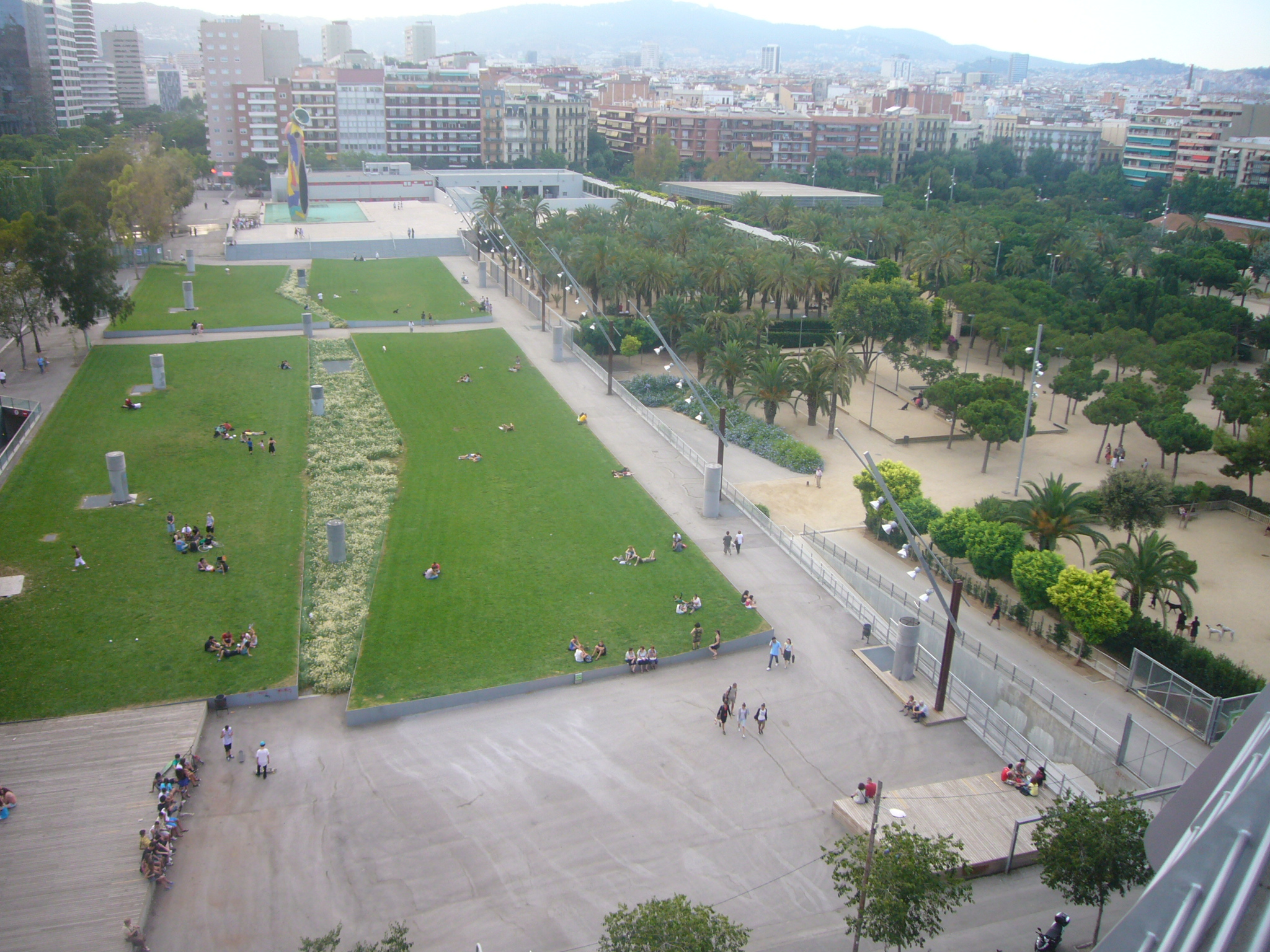
El parc vist des de la plaça de toros de les Arenes

El juliol del 1978, l'Ajuntament de Barcelona va convocar un concurs públic per a construir un parc als terrenys que des del 1892 havia ocupat l'escorxador municipal (4 illes del Pla Cerdà), al que es van presentar 120 propostes d'urbanització. Després de les eleccions municipals del 1979, el nou govern va decidir convocar un altre concurs públic, aquesta vegada d'idees, on es van presentar 38 projectes. El 5 de maig del 1981 es va fer pública la decisió de l'Ajuntament: va guanyar la proposta de Ricard Bofill, que va ser executada per l'equip d'arquitectes format per Antoni Solanas, Beth Galí, Màrius Quintana i Andreu Arriola, de l'entorn d'Oriol Bohigas, llavors delegat municipal d'urbanisme. La primera intervenció fou la instal·lació de l'obra de Joan Miró enmig d'un estany d'aigua.
Posteriorment, es va urbanitzar i enjardinar la zona on s'erigia l'escultura, tot instal·lant-hi una pèrgola, palmeres i coníferes, en una operació que costà uns 130 milions de pessetes. També hi havia prevista una tercera fase d'urbanització, durant la qual es preveia, «si no hi ha cap més entrebanc que ho endarrereixi», construir-hi un aparcament soterrat i instal·lar-hi entre una quinzena i una vintena d'escultures —també de Joan Miró— dins la zona arbrada, mitjançant les quals es volia crear un «bosc d'ambient Joan Miró», pensat com un espai didàctic i lúdic per a infants. Aquestes escultures s'havien d'instal·lar, segons la premsa, cap a la fi de setembre del 1984, operació que mai es va dur a terme en tant que l'artista havia traspassat el dia de Nadal de l'any anterior i aquesta fase havia quedat encallada en un estadi primerenc.
Un cop finalitzada l'obra, la inauguració es va ajornar diverses vegades. S'havia previst inaugurar-la el dia de Sant Joan del 1982, però retards en l'execució del projecte i el delicat estat de salut de l'artista van postergar la inauguració fins a les Festes de la Mercè d'aquell mateix any. Tanmateix, l'obra era una de les primeres expressions d'art públic de la ciutat comtal de l'era democràtica, i el llavors alcalde de Barcelona, Narcís Serra, va dir que l'escultura era prou important per tenir un acte propi fora de l'entorn de les festes de la Mercè. Així doncs, es va ajornar l'acte d'inauguració fins al 4 d'octubre del 1982.
Dona i Ocell es va inaugurar oficialment el 16 d'abril del 1983, en un acte institucional que va comptar amb la presència del llavors batlle, Pasqual Maragall, i del llavors regidor d'urbanisme, Oriol Bohigas. L'acte fou presidit per un dels putxinel·lis que Miró havia dissenyat per a l'obra Mori el Merma i que, entre altres activitats, va representar un combat de boxa. Miró no va poder presenciar l'esdeveniment perquè es trobava a les Balears recuperant-se d'una operació de cataractes. Tot i que l'operació fou un èxit, l'artista va morir pocs mesos després a Palma, a l'edat de 90 anys.
Al moment de la inauguració, l'obra aixecà certa polèmica a la premsa, amb diverses columnes o comentaris crítics i satírics, tant a favor com en contra, sobretot relacionats amb la seva forma fàl·lica.
Un cop inaugurats l'escultura i l'estany, les obres d'urbanització del Parc Joan Miró van prosseguir durant tres anys. Finalment es va desestimar fer el bosc d'obres de Miró, tal com s'havia previst. El mes d'agost de 1983, l'Ajuntament va incoar un expedient per considerar la possibilitat de canviar el nom al Parc de l'Escorxador pel de Parc Joan Miró, i el nou nom va esdevenir oficial el 13 de gener del 1984.

### Conservació
El maig del 2012, l'Ajuntament de Barcelona va licitar un projecte per a reparar els monuments municipals en mal estat. Dins d'aquest projecte, es va encarregar un estudi per a analitzar l'estabilitat de l'escultura Dona i Ocell i l'estat de les ceràmiques d'aquest, i en cas que estiguessin en mal estat, reparar-les.

## Anàlisi
L'obra de Miró és una obra d'art contemporani de tema figuratiu: la primera imatge que relaciona l'espectador amb el títol és la d'una forma femenina amb capell i un ocell que hi descansa. La composició és vertical i és regida per un eix diagonal, un gest que William Jeffett ha relacionat per una banda amb les palmeres de la Fondation Maeght i, per l'altra, amb la voluntat de connectar l'arrelament a la terra i el vol lliure d'un ocell, units a través del cos femení. L'escultura de Miró presenta una evident forma fàl·lica, mentre que la figura femenina, concretada en una vulva, és expressada per la marcada incisió negra que es pot veure al fust de l'obra. Al capdamunt de l'escultura hi ha un cilindre obert en forma de lluna.
Dona i ocell evoca un moviment absolutament de repòs representat per la seva quietud i rigidesa. Miró lligava el monument amb el costum de l'antiga Roma de gravar un fal·lus a les portes d'entrada de les ciutats, per desitjar salut i força als que hi arribaven. A Catalunya hi ha un exemple a l'entrada romana d'Empúries. L'obra es considera una síntesi de la iconografia mironiana i alhora un homenatge a l'arquitecte Antoni Gaudí, per la similitud a les formes de les torres de la Sagrada Família i per l'ús del trencadís. Alguns autors també comenten una semblança a l'Estàtua de Cristòfol Colom al final de les Rambles. Les tres obres d'art públic de Joan Miró a Barcelona són una manera de l'artista d'intentar apropar l'art contemporani a un públic majoritari.
L'obra sintetitza bona part dels temes, preocupacions i influències de l'artista, i una de les particularitats de l'escultura és que actua com a obra fita, és a dir, que marca el caràcter de tot el parc que l'acull. El llac artificial reprodueix, reflecteix i mou l'obra de Miró, i alhora evita l'acostament físic a l'obra. Durant la segona meitat dels anys 80 del segle xx l'escultura es va fer servir sovint com a símbol de Barcelona en documents turístics i de representació.

### Crítica
L'obra va despertar tant elogis com recels per historiadors i crítics de l'art català de l'època. Rosa Maria Malet, directora de la Fundació Joan Miró, analitza l'última gran creació de Miró com una síntesi de tots els ingredients que conformen la producció mironiana i que, paradoxalment, no és una pintura. Lluís Permanyer, va proposar que Dona i Ocell havia d'erigir-se com a nou símbol de la ciutat, en substitució de monuments obsolets o que no eren del seu gust, com la Sagrada Família o el Monument a Colom:
| «                      | Ni el Pantocràtor - baixat del Pirineu - ni la Sagrada Família - un pastitx que mai colarà com a Gaudí - ni el Monument a Colom exalçat eròticament per Pieyre de Mangiargues ni les horterades de la Dama del paraigua o la Font de Canaletes, han de representar gràficament a Barcelona. Sí en canvi, em sembla oportú plantejar a l'Ajuntament la promoció d'aquesta obra de Miró com a símbol de la nostra ciutat, una ciutat que ha de reivindicar el seu tradicional suport al avantguardisme cultural. | » |
| — Lluís Permanyer 1982 | |   |

Alexandre de Cirici, al seu torn, va elogiar els components femenins de l'obra, i la va rebatejar com a Dama-bolet amb barret de lluna. Curiosament, aquest és el títol amb què l'obra apareix al catàleg d'art públic de la ciutat de Barcelona El 1983 Victòria Combalia va contextualitzar l'escultura dins la tendència de construcció de places dures que llavors tenia lloc a la ciutat de Barcelona. Va criticar la plataforma sobre la qual descansa l'obra però va elogiar l'obra, donant especial atenció al desafiament multicolor en forma de fal·lus monumental contra la impersonalitat de l'espai arquitectònic que l'envolta
Anys més tard, el 1990, es va publicar una crítica d'Isidre Vallès on analitzava la conjunció entre els dos éssers, el masculí i el femení, que segons el crític «abans s'enfrontaven i que ara, impel·lits l'un vers l'altra, s'han fos en una afinitat tel·lúrica que en marca, definitivament, el destí comú». Vallès deia que l'escultura apareixia com un element hermafrodita, on «l'home s'ha vist metamorfosat en un penis-tòtem monumental que resumeix amb claredat el signe de la seva prepotència, mentre que la dona és present a través de la foscor del seu sexe, que, com un esvoranc gegantí recorre la massa vertical, oberta a tota mena de goig sexual». Vallès deia que la lluna-ocell el que feia era donar-li una dimensió còsmica a tot plegat, centrant-se no tant en el seu aspecte eròtic sinó més aviat en l'aspecte d'instrument d'on procedeix la vida, vaque és, en definitiva, la temàtica que, constantment, Joan Miró tracta en la seva obra, temàtica així mateix rememorada amb el basament aquàtic d'on emergeix l'escultura.
En l'apartat de crítiques negatives, destaquen els comentaris de Baltasar Porcel, que va dir que «A causa del seu caràcter essencialment líric la seva obra va quedar estancada dècades enrere. D'aquest monument que se li ha arrencat a seva extrema vellesa, l'únic que pot dir és que no s'assembla a Miró: ni audaç, ni estilitzat, ni vital, ni solar, sinó bastament passat».

### Elements
- Dona: La dona mironiana no és només una dona sinó tot l'univers. Queda definida per una incisió en negre sobre el cos de l'estructura, recordant a una vulva gegant. La seva feminitat es complementa amb la forma fàl·lica de l'escultura.[1]
- Ocell: L'ocell és un element oníric que apropa l'espectador al cel i a les estrelles. Miró fa servir aquest recurs al llarg de tota la seva carrera artística, forma part del seu sistema per representar l'evasió, la imaginació, la capacitat d'evocar a altres realitats.[1]
- Ceràmica: La ceràmica representa la coloració clàssica mironiana. Alhora homenatja al mestre Gaudí.[1]

### Títol

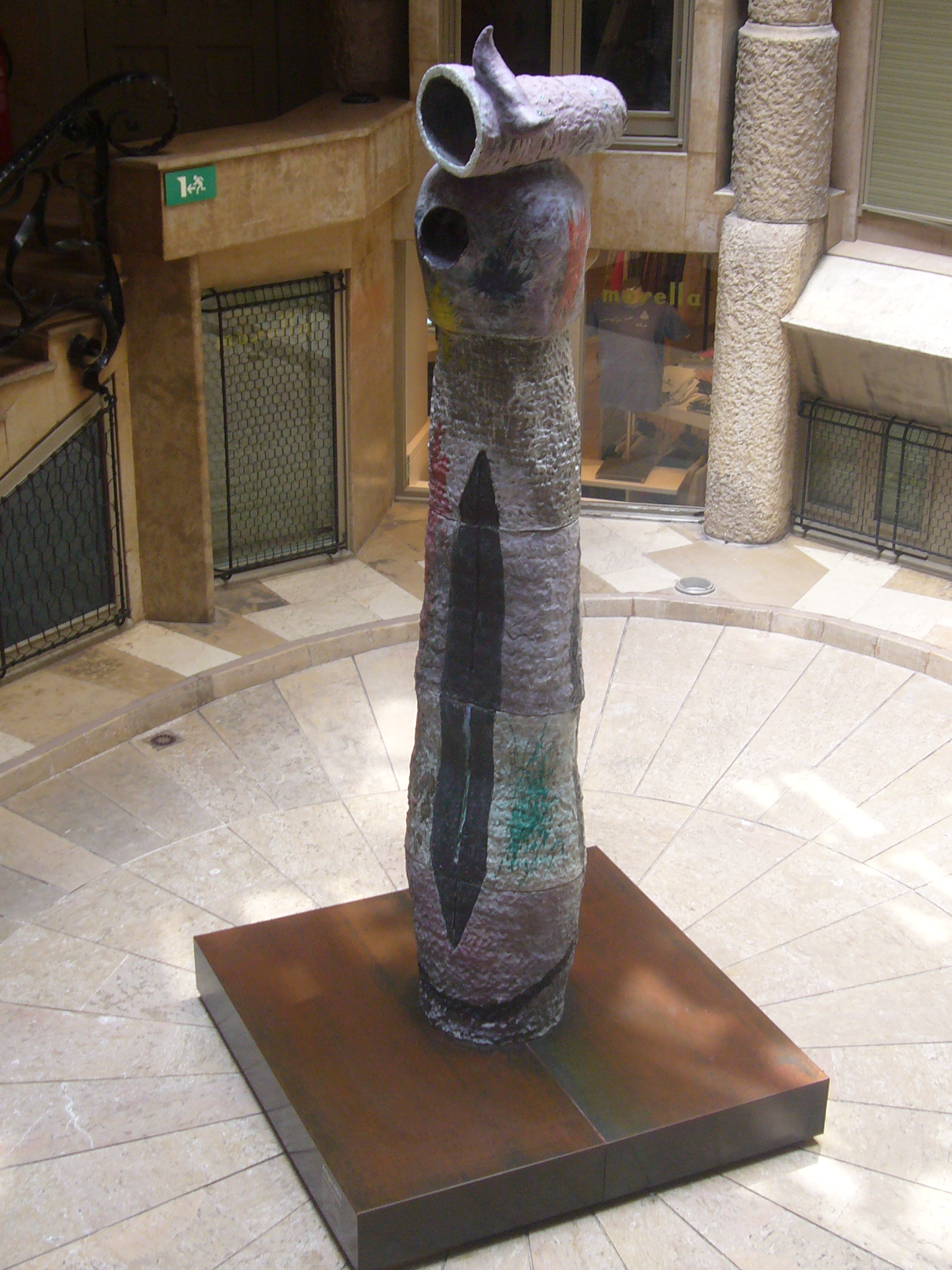
Femme et oiseau (1962), de Miró i Josep Llorens i Artigas, que 20 anys més tard serví com inspiració de Dona i ocell

Joan Miró va titular «Dona i ocell» diverses obres, des de dibuixos com «Dona, ocell, estels» (1942), passant per altres escultures amb el mateix nom, com Dona i ocell (1967) Dona i ocell (1969), o l'escultura Femme et oiseau, de prop de 4 m d'alçada, creada el 1962 pel mateix Miró i pel ceramista Josep Llorens i Artigas.
De manera estricta, i sempre segons el catàleg raonat, hi ha 12 escultures titulades «Dona i Ocell» (1967-1982) i dues obres ceràmiques: la ja esmentada i la monumental del Parc de Joan Miró (1981-1982), rebatejada el 1983 per Alexandre Cirici i Pellicer com a «Dama bolet amb barret de lluna».

## Falsificació
El 28 setembre de 1988 es va fer pública la notícia d'un intent de falsificació de l'obra Dona i Ocell. Els familiars de l'artista van presentar una denúncia al jutjat número 3 de Barcelona al·legant que s'havia subhastat una còpia il·legal de 107 cm de l'obra a la casa de subhastes Everhart de Zúric, valorada en uns disset milions de pessetes de l'època. Segons la família, l'obra havia sigut venuda el maig de 1988, i podria ser una reproducció no autoritzada de l'esbós, ja que aquest s'havia fet mitjançant un motlle. El 30 de setembre a més, la policia va trobar una altra falsificació de Dona i Ocell, aquesta vegada a la Galeria d'Art Brok de a Barcelona. A mitjan octubre del mateix any la policia va trobar el motlle que s'havia fet servir per a la construcció de les falsificacions. Segons la premsa de l'època, un treballador del taller de l'Hospitalet de Llobregat on s'havia fet l'esbós original, s'havia quedat un dels motllos i n'hauria fet algunes reproduccions sense permís en una foneria de Sant Adrià de Besòs. Per esvair dubtes, la família va assegurar que només existien 4 versions vàlides de Dona i Ocell, l'original al Parc Joan Miró i quatre versions més reduïdes que es conservaven en una galeria parisenca. Actualment una d'aquestes versions es troba en un parc públic d'Amsterdam.

## Galeria

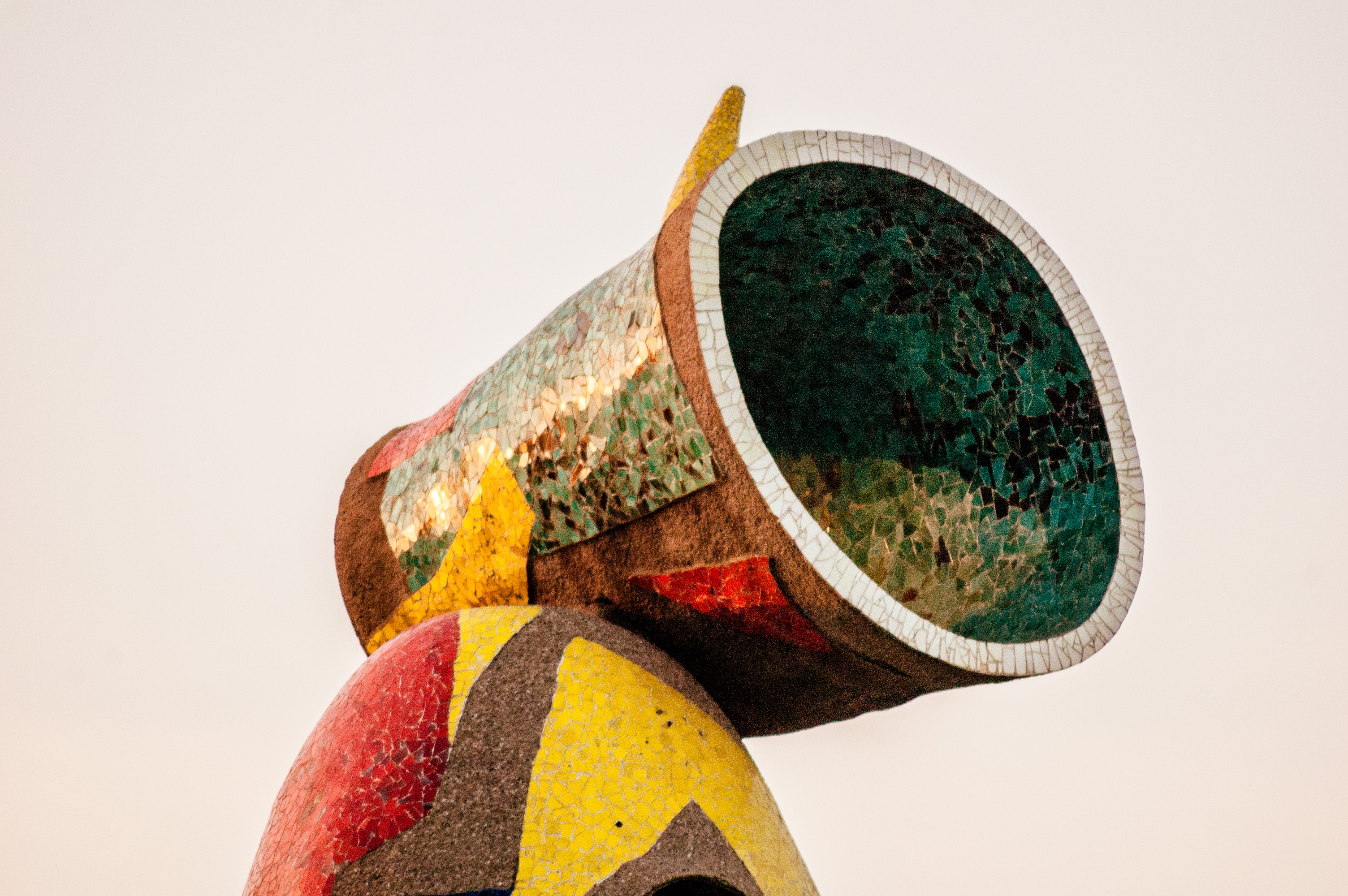
Detall superior de la imatge
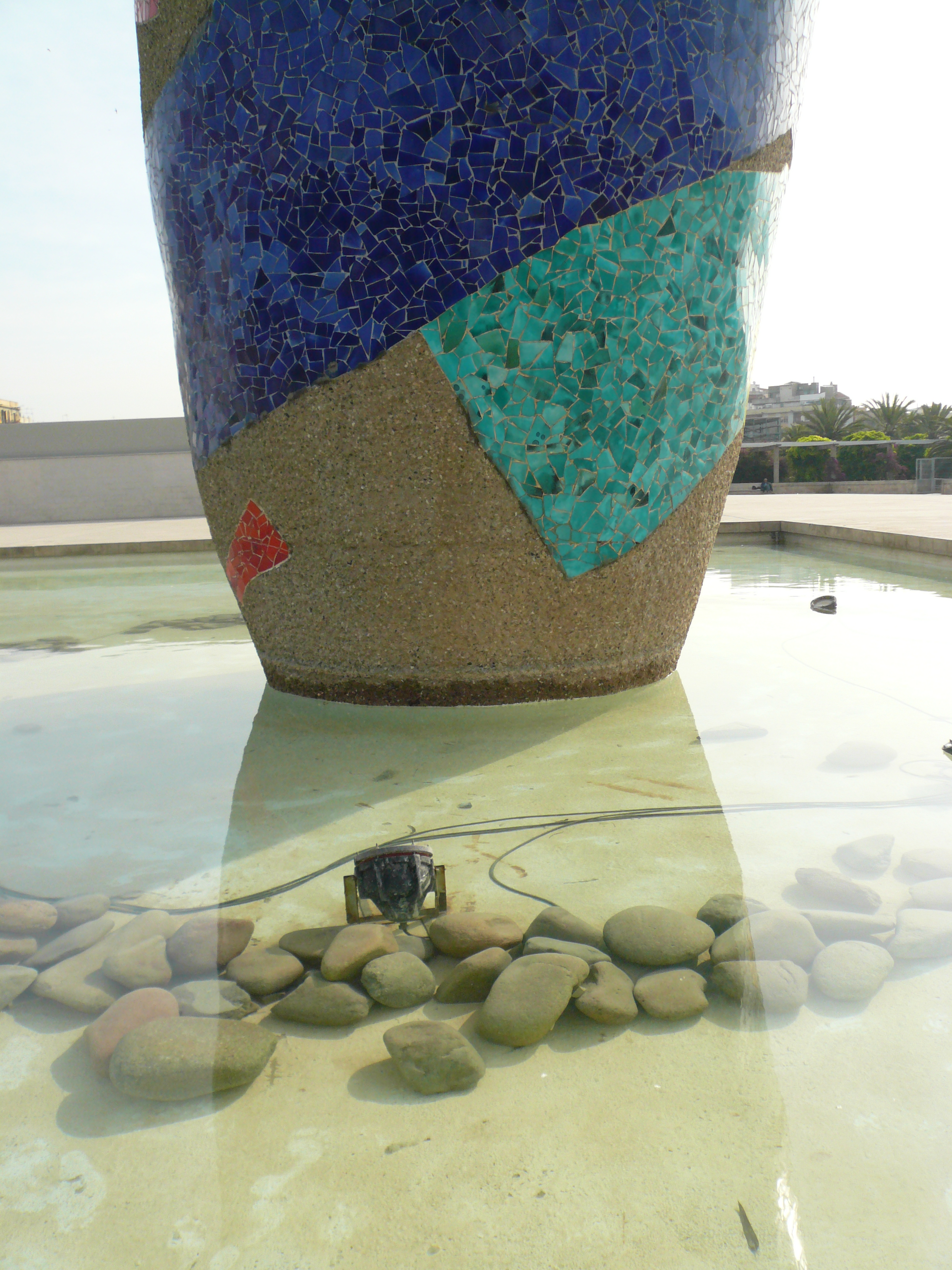
Base de l'escultura
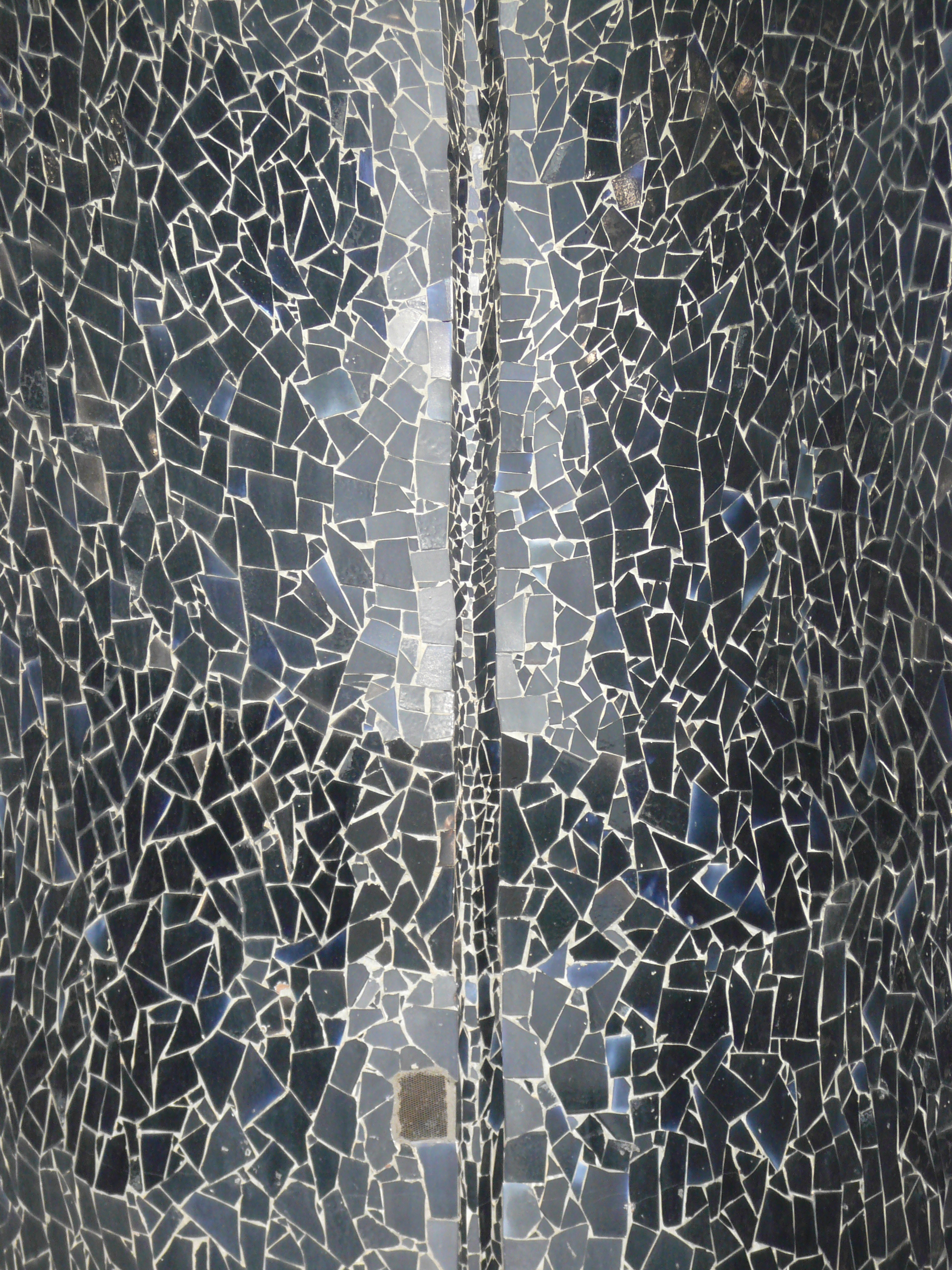
Detall del trencadís